# Krasnoarmeiski (Volgogrado)
Krasnoarmeiski (ruso: Красноарме́йский) es un distrito urbano (raión) situado en el sur de la ciudad rusa de Volgogrado. Se delimita al norte por la orilla meridional del Volga, y al sur por el territorio del vecino raión de Svetli Yar. Abarca una superficie total de 133,41 km².
En 2021, el raión urbano tenía una población de 163 875 habitantes.

## Historia
Tiene su origen en una colonia de alemanes del Volga llamada Sarepta-na-Volgue (Сарепта-на-Волге), fundada en 1765 por evangélicos moravos de origen taborita procedentes de Alta Lusacia. Fue una pequeña localidad aislada de menos de mil habitantes hasta principios del siglo XX, cuando se desarrolló como área periférica de Tsaritsyn, pasando los alemanes a ser una minoría. En 1920, durante la guerra civil rusa, el asentamiento pasó a denominarse "Krasnoarmeiski" en referencia al Ejército Rojo. Adoptó el estatus de capital distrital en 1928, cuando se definieron los raiones del krai del Bajo Volga. En 1931 se integró en el casco urbano de Stalingrado, hasta 1944 como parte del raión urbano de Kírovski; el anterior raión de Krasnoarmeiski siguió existiendo desde 1931 con sus zonas rurales, dando origen al actual raión de Svetli Yar. En 2010, el territorio del raión urbano se amplió, al incorporar como barrio el territorio del hasta entonces asentamiento de tipo urbano de Yuzhni, así como algunas localidades rurales.